# Scoutisme au Liechtenstein
 (mars 2021).
Si vous disposez d'ouvrages ou d'articles de référence ou si vous connaissez des sites web de qualité traitant du thème abordé ici, merci de compléter l'article en donnant les références utiles à sa vérifiabilité et en les liant à la section « Notes et références ».

Chemise kit scout manches courtes

Le scoutisme en principauté du Liechtenstein a démarré en 1931.